# RC Ancenis
RC Ancenis – francuski klub piłkarski z siedzibą w Ancenis. 

## Historia
Racing Club d'Ancenis został założony w 1910 roku. Przez wiele klub występował w niższych klasach rozgrywkowych. W 1989 roku klub awansował do Division 3. W 1991 roku klub po raz pierwszy w historii awansował do Division 2. Pobyt na zapleczu francuskiej ekstraklasy trwał łącznie cztery lata. Po spadku klub popadł w kłopoty finansowe i w 1997 wycofał się z rozgrywek. 
Obecnie RC Ancenis występuje w Division Régionale Supérieure (VII liga).

## Sukcesy
- mistrzostwo Division 3: 1991.
- 4 sezony w Division 2: 1991-1993, 1994-1996.